# Долгая (приток Ягылъяха)
Долгая — река в Омской области России. Устье реки находится в 267 км по левому берегу реки Ягылъях. Длина реки составляет 50 км.

## Данные водного реестра
По данным государственного водного реестра России относится к Верхнеобскому бассейновому округу, водохозяйственный участок реки — Васюган, речной подбассейн реки — Васюган. Речной бассейн реки — (Верхняя) Обь до впадения Иртыша.